# Liste der Kulturgüter in Seelisberg
Die Liste der Kulturgüter in Seelisberg enthält alle Objekte in der Gemeinde Seelisberg im Kanton Uri, die gemäss der Haager Konvention zum Schutz von Kulturgut bei bewaffneten Konflikten, dem Bundesgesetz vom 20. Juni 2014 über den Schutz der Kulturgüter bei bewaffneten Konflikten sowie der Verordnung vom 29. Oktober 2014 über den Schutz der Kulturgüter bei bewaffneten Konflikten unter Schutz stehen.
Objekte der Kategorien A und B sind vollständig in der Liste enthalten, Objekte der Kategorie C fehlen zurzeit (Stand: 1. Januar 2023).

## Kulturgüter
| Foto |                                                                                               | Objekt                                                             | Kat. | Typ | Standort                              | Beschreibung |
| ---- | --------------------------------------------------------------------------------------------- | ------------------------------------------------------------------ | ---- | --- | ------------------------------------- | ------------ |
| ja   | Datei hochladen · Wikidata zu Wirtshaus zur Treib (Q14565382)                                 | Wirtshaus zur Treib KGS-Nr.: 05859                                 | A    | G   | Treib 1 687291 / 204652               |              |
| ja   | Datei hochladen · Wikidata zu Rütlihaus auf der Rütliwiese (Q105179418)                       | Rütlihaus auf der Rütliwiese KGS-Nr.: 05860                        | A    | G   | Rütli 1.5 687801 / 202575             |              |
| ja   | Datei hochladen · Wikidata zu Schillerstein (Q2235812)                                        | Schillerstein KGS-Nr.: 09746                                       | A    | K   | Fischiwald 688106 / 204189            |              |
| ja   | Datei hochladen · Wikidata zu Wohnhaus Buechholz (Q29527597)                                  | Wohnhaus Buechholz KGS-Nr.: 10249                                  | A    | G   | Ziegelmätteli 2 686361 / 203887       |              |
| ja   | Datei hochladen · Wikidata zu Schiffsstation Rütli (Q29890401)                                | Schiffsstation KGS-Nr.: 05862                                      | B    | G   | Rütli 1.6 687861 / 202796             |              |
| ja   | Datei hochladen · Wikidata zu Schlösschen Beroldingen mit Kapelle (Q24326442)                 | Schlösschen Beroldingen mit Kapelle KGS-Nr.: 05863                 | B    | G   | Beroldingen 1 687090 / 200999         |              |
| ja   | Datei hochladen · Wikidata zu Wallfahrtskapelle Maria Sonnenberg mit Kaplaneihaus (Q29890405) | Wallfahrtskapelle Maria Sonnenberg mit Kaplaneihaus KGS-Nr.: 05864 | B    | G   | Dorfstrasse 67.2 687360 / 202849      |              |
| ja   | Datei hochladen · Wikidata zu Hotelanlage Sonnenberg (Q29890399)                              | Hotelanlage Sonnenberg KGS-Nr.: 11561                              | B    | G   | Dorfstrasse 63 687314 / 202775        |              |
| BW   | Datei hochladen · Wikidata zu Aebnet, altes Haus (Q29890395)                                  | Aebnet, altes Haus KGS-Nr.: 11562                                  | B    | G   | Steckenmattstrasse 10 685940 / 203299 |              |
| BW   | Datei hochladen · Wikidata zu Gadenhaus (Q29890396)                                           | Gadenhaus KGS-Nr.: 11563                                           | B    | G   | Rütliweg 8 687681 / 203660            |              |